# Вишневе (Гвардійський міський округ)
Вишневе (рос. Вишневое) — селище Гвардійського міського округу, Калінінградської області Росії. Входить до складу Озерковського сільського поселення.
Населення — 54 особи (2015 рік).

## Населення
| 2002 | 2010 |
| ---- | ---- |
| 59   | ↘54  |